# Hindola viridicans
Hindola viridicans är en insektsart som först beskrevs av Carl Stål 1854.  Hindola viridicans ingår i släktet Hindola och familjen Machaerotidae. Inga underarter finns listade i Catalogue of Life.